# Штрандман, Отто (политик)
Отто Аугуст Штрандман (эст. Otto August Strandman, также эст. Otto-August Strandmann, в русскоязычных источниках может использоваться эстонское прочтение фамилии — Страндман; 30 ноября 1875, деревня Ванду, волость Ундла, Эстляндская губерния — 5 февраля 1941, Кадрина, Эстонская ССР) — эстонский государственный деятель.

## Образование
Учился на юридическом факультете Петербургского университета (1899—1901), окончил юридический факультет Юрьевского университета (1903). 

## Деятельность до 1918
До поступления в университет работал в ревельской конторе Государственного банка. В 1903—1905 был юристом в Нарве и Ревеле. В 1904—1905 и в 1917 — гласный городской думы Ревеля. Участвовал в революционных событиях 1905 года, в 1905—1909 жил в эмиграции в Швейцарии. В 1909—1917 занимался адвокатской практикой в Ревеле. В 1917, после Февральской революции, был назначен Временным правительством России прокурором Ревельского окружного суда. В 1917—1918 — председатель Временного земского совета Эстляндии.

## Политик и дипломат независимой Эстонии
- В 1918 — министр юстиции.
- В 1918—1919 — министр сельского хозяйства во Временном правительстве Эстонии. В 1918 году был арестован германскими оккупационными властями.
- С 9 мая 1919 по 18 ноября 1919 — премьер-министр и военный министр Эстонии.
- В 1920—1921 — министр иностранных дел Эстонии.
- В 1921 — председатель Рийгикогу. Был членом Рийгикогу I—V созывов[1].
- В 1924 — министр иностранных дел, затем министр финансов Эстонии.
- В 1927—1929 — посол Эстонии в Польше, Чехословакии и Румынии.
- С 9 июля 1929 по 12 февраля 1931 — государственный старейшина (глава государства).
- В 1933—1939 — посол Эстонии во Франции, Бельгии, Испании и Ватикане.

Был одним из лидеров Эстонской трудовой партии. 
Почётный доктор права Тартуского университета (1928) и Варшавского университета (1930).

## Гибель
В 1939 вернулся на родину, жил на своём хуторе в Кадрина. В 1941 году, получив повестку явиться в НКВД, что означало неминуемый арест,  застрелился. Похоронен на таллинском кладбище Сизелинна.

## Награды
Эстонские награды, в том числе Крест Свободы третьего класса первой степени — за гражданские заслуги.